# José Luis Redrado Marchite
José Luis Redrado Marchite, OH (Fustiñana, 19 de março de 1936) é clérigo católico espanhol e secretário emérito do Pontifício Conselho para a Pastoral no Campo da Saúde, cargo que ocupou de 1998 a 2011.

## Biografia
Nascido em Fustiñana, Navarra, Dom José Luis é licenciado em Teologia pela Universidade Pontifícia de Salamanca e em Filosofia e Letras pela Universidade de Barcelona.
Entrou na Ordem Hospitaleira de São João de Deus em 1954 e foi ordenado sacerdote em 11 de julho de 1965. Ocupou vários cargos em sua ordem e, de 1986 a 2011, foi secretário do Pontifício Conselho para a Pastoral dos Agentes de Saúde.
Em 6 de dezembro de 1998, foi elevado por João Paulo II à dignidade de bispo com a sede titular de Ofena. Foi ordenado bispo em 6 de janeiro de 1999 pelo Papa João Paulo II. Ele é o primeiro membro de sua ordem a se tornar bispo. Em 14 de julho de 2011 ele se aposentou e foi sucedido pelo Monsenhor Jean-Marie Mate Musivi Mupendawatu.